# Las Vegas Weekly
Las Vegas Weekly ist eine unabhängige, alternative, wöchentlich erscheinende Zeitung aus Henderson im US-Bundesstaat Nevada.
Sie wird von der Greenspun Media Group publiziert und beschäftigt sich mit Kunst, Unterhaltung, Kultur und Nachrichten aus dem Großraum Las Vegas.
Die Zeitung wurde 1992 von James Reza als eine unabhängige, monatlich erscheinende Publikation gegründet, die sich unter dem Namen „Scope“ mit der Kultur der Generation X beschäftigte.
1998 verkaufte Reza „Scope“ an die Greenspun Corporation, die sie inhaltlich neu ausrichtete und in „Las Vegas Weekly“ umbenannte.
Im Dezember 2009 kam die „Las Vegas Weekly“ auf eine Auflage in Höhe von 62.682.